# 馬切納島
馬切納島是厄瓜多爾的島嶼，位於太平洋海域，屬於加拉帕戈斯群島，面積130平方公里，最高點海拔高度343米，該島的火山口長7公里、寬6公里，島上無人居住。
0°21′N 90°30′W / 0.350°N 90.500°W